# Lacona
Lacona – wieś w Stanach Zjednoczonych, w stanie Nowy Jork, w hrabstwie Oswego.